# Theretra timorensis
Theretra timorensis là một loài bướm đêm thuộc họ Sphingidae. Nó được tìm thấy ở Timor in Indonesia.